# ليتركيني
ليتركيني (بالأيرلندية: Leitir Ceanainn ‎[ˈl̠ʲɛtʲəɾʲ ˈcanˠən̪ˠ]‏، تعني «منحدر تل الأوكانون»)، تُعرف باسم مدينة الكاتدرائية، وهي بلدة كبيرة تقع في مقاطعة دونيجال، أيرلندا، على نهر سويلي في الشمال الغربي من أولستر. إلى جانب مدينة ديري القريبة، تعد ليتيركيني بوابة اقتصادية إقليمية لشمال غرب أيرلندا.